# Elisa Orlandi
Elisa Orlandi (* 1811 in Macerata (oder Parma ?); † 11. November 1834 in Reggio Emilia) war eine italienische Opernsängerin (Sopran), die besonders als erste Interpretin einiger bedeutender Donizetti-Rollen in die Geschichte einging. Ihre sehr vielversprechend begonnene Karriere wurde durch einen frühen Tod beendet.

## Leben
Sie war eine Tochter des Komponisten Ferdinando Orlandi, der ihr wahrscheinlich eine erste musikalische Grundausbildung zukommen ließ. Nachdem ihre Eltern nach Padua umgezogen waren, erhielt Elisa Gesangsunterricht von Nardelli.
Ihr Operndebüt hatte sie im November 1829 im Teatro Comunale in Bologna in Rossinis Tancredi in der kleinen Rolle der Isaura, neben der berühmten Giuditta Pasta als Amenaide und in Anwesenheit des Komponisten; laut Regli nahm die Pasta die 18-jährige Orlandi in der Folge sowohl menschlich als auch künstlerisch unter ihre Fittiche.
In der folgenden Karnevalssaison wechselte Elisa Orlandi an das Teatro Ducale in Parma, wo sie unter anderem als Fiorilla in Il turco in Italia auftrat. Während dieser Zeit wurde sie mehrfach von der dort regierenden Herzogin Marie Louise an ihren Hof eingeladen, um in privaten Konzerten zu singen.
Im Frühling 1830 sang sie im Canobbiana in Mailand, mittlerweile bereits im höchsten Fach als prima donna seria, die Partie der Palmide in Meyerbeers Il crociato in Egitto und die Zenobia in Rossinis Aureliano in Palmira. Nach einem kurzen Zwischenspiel am Theater von Brescia, wo man sie im August 1830 nach einer Aufführung von Rossinis Mosè in Egitto enthusiastisch feierte, folgte ein Engagement am Teatro Carcano in Mailand. Dort trat sie in der Spielzeit 1830–31 in sieben Opern auf. Donizetti komponierte dabei für sie die Partie der Giovanna Seymour in seiner Oper Anna Bolena, die sie zum ersten Mal am 26. Dezember 1830 sang, wiederum neben der Pasta in der Titelrolle. In derselben Spielzeit sang sie auch die Metilde in Donizettis Gianni di Calais.
Im Frühling 1831 war sie am Teatro Carolino von Palermo, wo sie bei ihrem Debüt am 30. Mai in Meyerbeers Il crociato in Egitto offensichtlich indisponiert war und schlechte Kritiken bekam. Es folgte eine monatelange krankheitsbedingte Pause, bis sie am 15. Oktober als Desdemona in Rossinis Otello wieder auf die Bühne zurückkehrte, mit triumphalem Erfolg. In den folgenden Monaten sang sie außerdem Hauptrollen in Bellinis I Capuleti e i Montecchi (als Giulietta) und in Pacinis I fidanzati ossia il contestabile di Chester (als Evelina), beide Male neben Almerinda Manzocchi.
1832 ging sie an das Teatro Carignano in Turin, mit Auftritten in L’elisir d’amore und in La gazza ladra (Ninetta).
In der Karnevalssaison 1832–33 am Teatro Valle in Rom sang sie mit großem Erfolg neben Giorgio Ronconi in der Uraufführung von Donizettis Il Furioso die für sie komponierte weibliche Hauptrolle der Eleonora.
Bei einem weiteren Engagement am Canobbiana in Mailand schrieb Cesare Pugni für sie die Partie der Isolina in seiner Oper Il contrabbandiere. Dort sang sie außerdem Hauptrollen in Aufführungen von Donizettis L’Elisir d’amore (Adina), Pacinis Il falegname di Livonia (Catterina), der italienischen Fassung von Le comte Ory von Rossini (Adele di Formoutiers) und in Mercadantes Elisa e Claudio (Carlotta).
Da sie nach soviel beinahe pausenlosem Auftreten dringend eine Erholungspause benötigte, gönnte sie sich Ferien auf dem Lande in der Umgebung von Parma. Doch gar nicht viel später, im darauffolgenden Herbst ging sie schon an das Teatro Sociale in Rovigo und hatte in Donizettis Anna Bolena großen Erfolg, diesmal nicht in der für sie ursprünglich komponierten Rolle der seconda donna Giovanna, sondern in der Titelrolle als Anna.
Dann ging jedoch plötzlich Alles sehr schnell: laut Regli war sie gerade dabei sich in ihrer Theatergarderobe für eine Aufführung von Norma zurechtzumachen, als sie von starken Schmerzen überfallen wurde und auf der Stelle nach Hause gebracht werden musste. Sie starb nach acht Tagen Krankheit mit nur 23 Jahren.